# Lista de jogadores da Major League Baseball com média de 40% em bases conquistadas

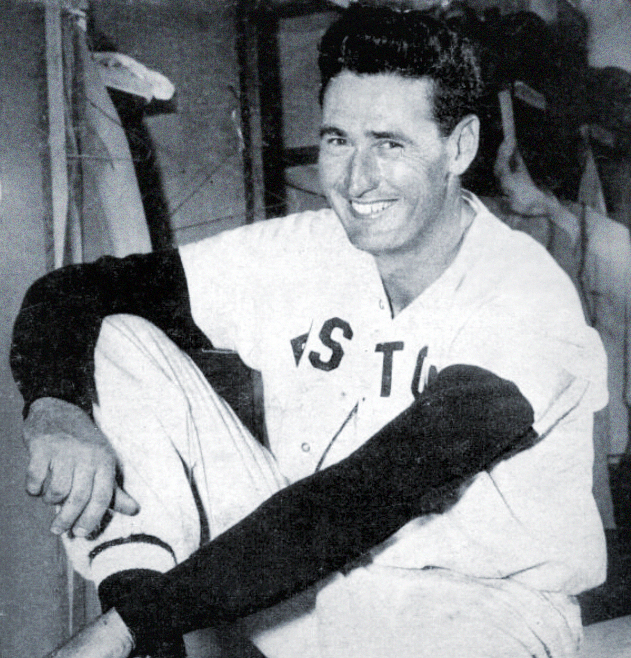
Ted Williams tem a mais alta média em bases conquistadas na história da MLB, liderando a Liga Americana em 12 temporadas (também um recorde) e deteve o recorde de porcentagem de bases conquistadas em temporada única por 61 anos.

Nas estatísticas do beisebol, on-base percentage (OBP) ou porcentagem de bases conquistadas é a medida de com que frequência um rebatedor atinge base por qualquer outra razão que não seja por um  erro, escolha do defensor,  terceiro strike não receptado, obstrução do jogador ou interferência do receptor. OBP é calculado na Major League Baseball (MLB) dividindo a soma das rebatidas, walks e vezes  atingido por bola pela soma das  vezes ao bastão, walks, vezes atingidos por bolas e  flies de sacríficio.
Porcentagem de bases conquistadas é calculada usando esta fórmula:
{\displaystyle OBP={\frac {H+BB+HBP}{AB+BB+HBP+SF}}}
onde
- H = Rebatidas
- BB =  Walks
- HBP = Hit by pitch
- AB =  Vezes ao bastão
- SF = Fly de sacrifício

Um rebatedor com 40% de média em bases conquistadas é considerada excelentet e raro; apenas 56 jogadores na história da MLB com ao menos 3000 vezes ao bastão se mantiveram com tal média em  OBP. O campista esquerdo Ted Williams, que jogou durante 19 temporadas pelo Boston Red Sox, tem a mais alta média em OPB, 48,17% na história da MLB. Williams liderou a Liga Americana (LA) em OBP em doze temporadas, o maior número de temporadas de qualquer jogador das grandes ligas. Barry Bonds liderou a Liga Nacional (LN) em dez temporadas, um recorde na LN. Williams também estabeleceu o recorde em média de bases conquistadas em temporada única com 55,28% em 1941, um recorde que permaneceu por 61 anos até que Bonds quebrou a marca com 58,17% em 2002. Bonds quebrou seu próprio recorde em 2004, estabelecendo o recorde atual em temporada única com a marca de 60,94%.
Joey Votto é o atual líder ativo da MLB em OBP, com marca em 41,56%. Mickey Cochrane e Joe Mauer são os únicos receptores e Arky Vaughan é o único interbases com marca de, ao menos, 40%. Dos 40 jogadores elegíveis para o Baseball Hall of Fame com uma média em OBP de 40% ou mais, 26 foram eleitos para o Hall Of Fame. Jogadores são elegíveis para o Hall of Fame se jogaram ao menos 10 temporadas nas grandes ligas, ter se aposentado por cinco temporadas ou falecido a seis meses e não ter sido banido da MLB. Estas exigências deixam 8 jogadores vivos inelegíveis por terem jogado nas últimas 5 temporadas; 5 jogadores  (Bill Joyce, Ferris Fain, Jake Stenzel, Bill Lange e George Selkirk) naõ jogaram 10 temporadas na MLB; e Shoeless Joe Jackson, que foi banido por seu papel no escândalo do Black Sox.

## Campos
| Jogador            | Nome do jogador                                           |
| OBP                | Porcentagem em bases na carreira                          |
| AP                 | Aparições no plate na carreira                            |
| Posição            | Posição do jogador em campo                               |
| Anos ativo         | As temporadas em que este jogador atuou nas grandes ligas |
| Lideranças na liga | Número de vezes em que o jogador liderou a liga em OBP    |
| †                  | Eleito para o Baseball Hall of Fame                       |
| *                  | Denota jogador ainda em atividade                         |

| C  | Receptor         | 1B | Primeira-base       |
| 2B | Segunda-base     | 3B | Terceira-base       |
| SS | Interbases       | LF | Campista esquerdo   |
| CF | Campista central | RF | Campista direito    |
| P  | Arremessador     | DH | Rebatedor designado |

## Jogadores

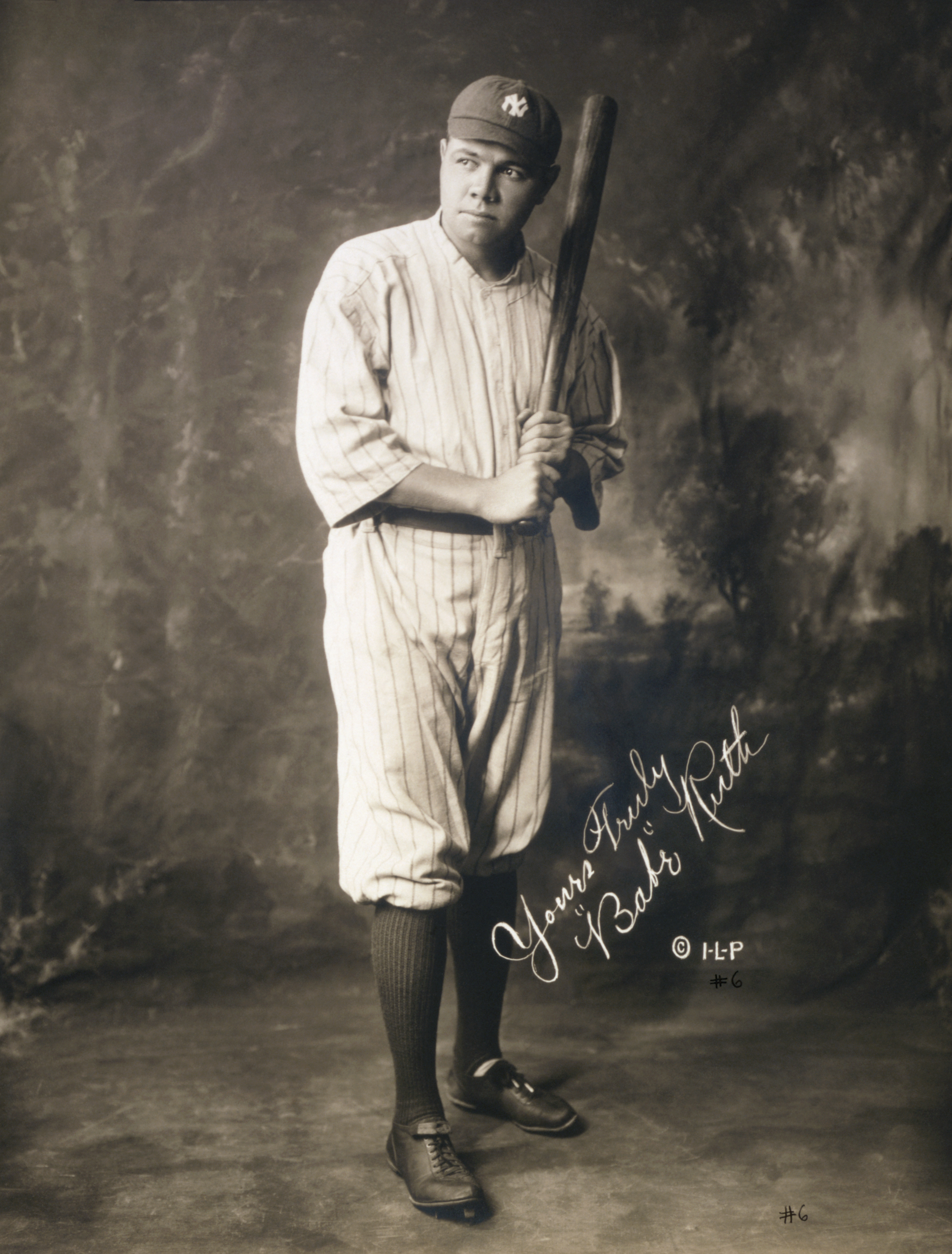
Babe Ruth tem a segunda mais alta média em bases conquistadas e é o único jogador acima dos 40% que passou parte significante de sua carreira como arremessador.

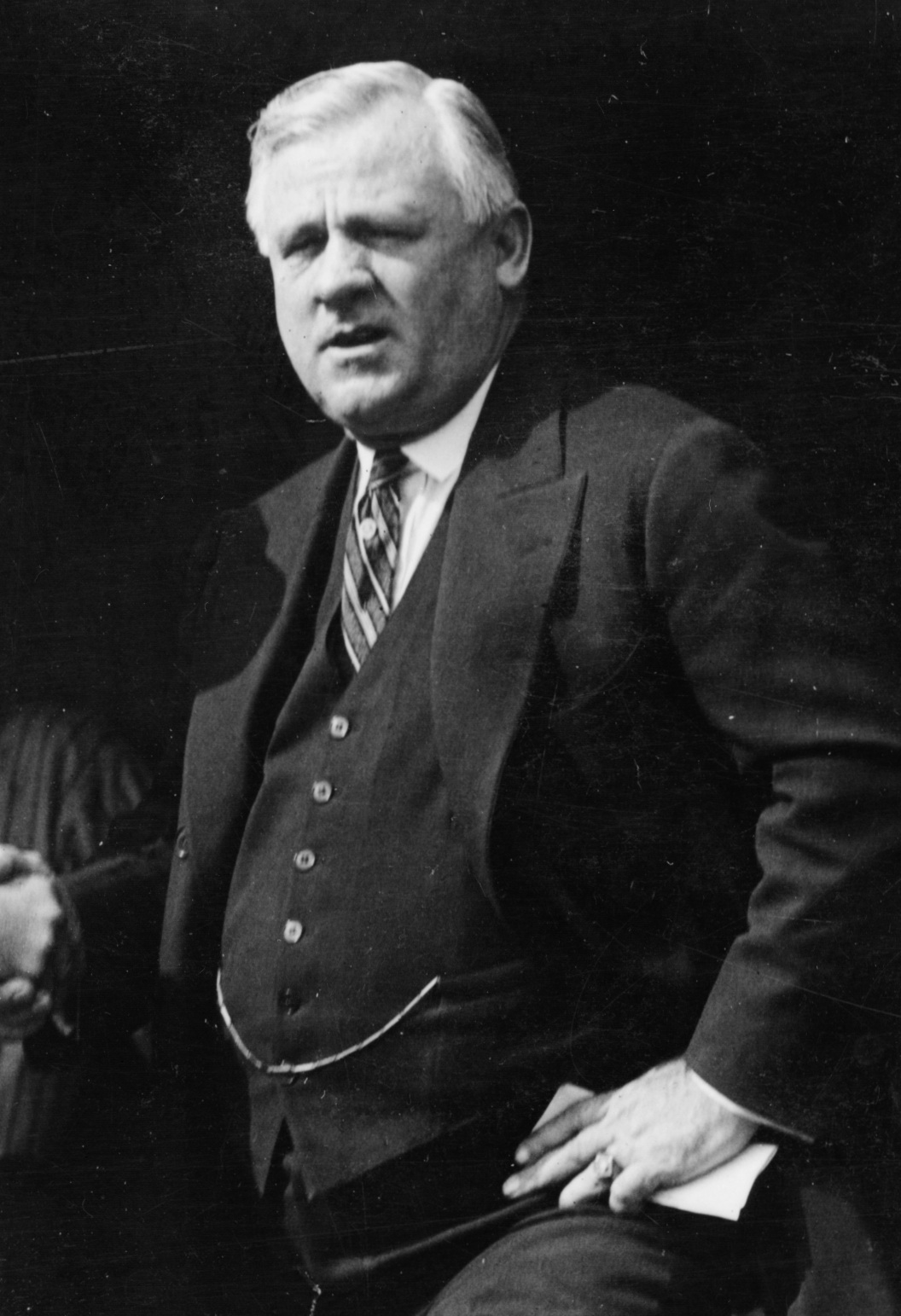
Apesar de ser o terceiro em OBP na história da MLB, John McGraw liderou a liga em OBP em apenas 3 temporadas.

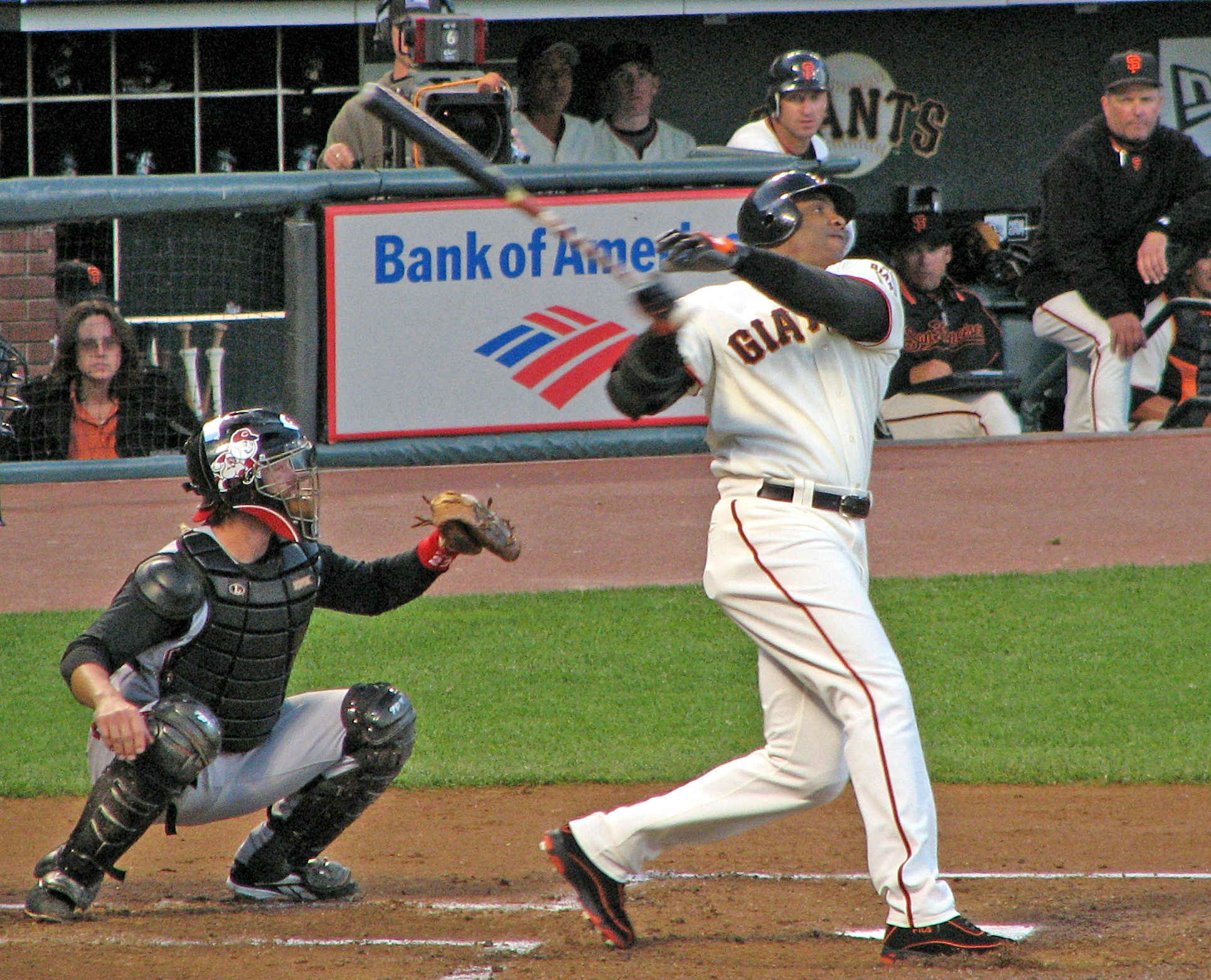
Além de ser o sexto com mais alta média em OBP na história da MLB, Barry Bonds estabelecei o recorde em OBP em temporada única em 2004, uma das dez temporadas em que liderou a Liga Nacional nesta categoria.

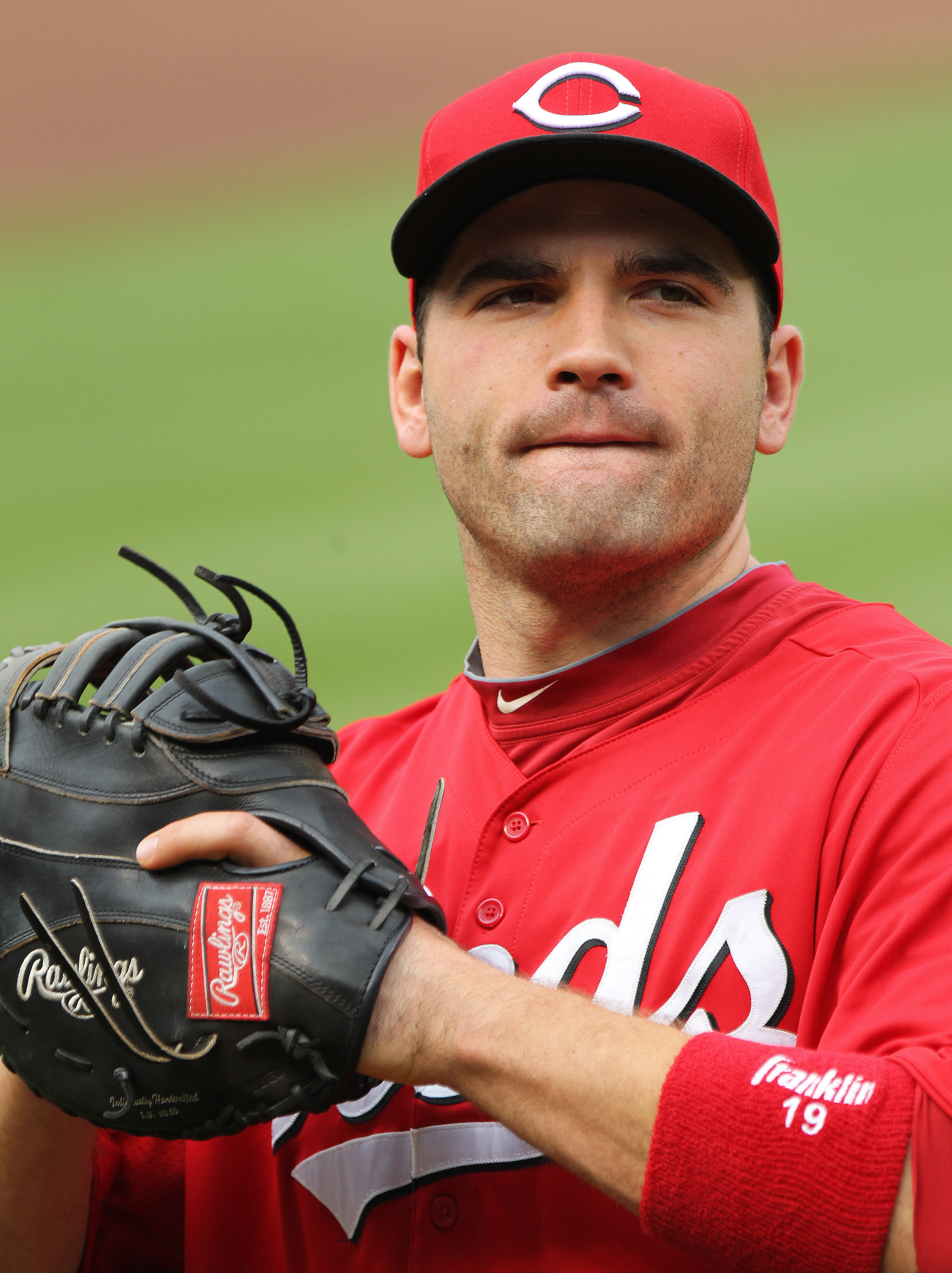
Joey Votto é o jogador ativo da MLB líder em OBP.

Estatísticas atualizadas até o final da temporada de 2016. Mínimo de 3000 aparições no plate.
| Jogador              | OBP (%) | AP     | Posição  | Anos ativo                    | Liderança na liga | Ref    |
| -------------------- | ------- | ------ | -------- | ----------------------------- | ----------------- | ------ |
| Ted Williams†        | 48,17   | 9791   | LF       | 1939–1942 1946–1960           | 12                | [ 4 ]  |
| Babe Ruth†           | 47,39   | 10.620 | RF/P     | 1914–1935                     | 10                | [ 14 ] |
| John McGraw†         | 46,57   | 4926   | 3B/SS    | 1891–1906                     | 3                 | [ 15 ] |
| Billy Hamilton†      | 45,52   | 7584   | CF       | 1888–1901                     | 5                 | [ 16 ] |
| Lou Gehrig†          | 44,74   | 9660   | 1B       | 1923–1939                     | 5                 | [ 17 ] |
| Barry Bonds          | 44,43   | 12.606 | LF       | 1986–2007                     | 10                | [ 6 ]  |
| Bill Joyce           | 43,49   | 4149   | 3B/1B    | 1890–1892 1894–1898           | 0                 | [ 18 ] |
| Rogers Hornsby†      | 43,37   | 9475   | 2B       | 1915–1937                     | 9                 | [ 19 ] |
| Ty Cobb†             | 43,30   | 13.072 | CF       | 1905–1928                     | 7                 | [ 20 ] |
| Jimmie Foxx†         | 42,83   | 9670   | 1B       | 1925–1942 1944–1945           | 3                 | [ 21 ] |
| Tris Speaker†        | 42,79   | 11.991 | CF       | 1907–1928                     | 4                 | [ 22 ] |
| Joey Votto*          | 42,47   | 5412   | 1B       | 2007–                         | 4                 | [ 8 ]  |
| Eddie Collins†       | 42.44   | 12.037 | 2B       | 1906–1930                     | 0                 | [ 23 ] |
| Ferris Fain          | 42,41   | 4904   | 1B       | 1947–1955                     | 1                 | [ 24 ] |
| Dan Brouthers†       | 42,33   | 7658   | 1B       | 1879–1896 1904                | 5                 | [ 25 ] |
| Max Bishop           | 42,30   | 5789   | 2B       | 1924–1935                     | 0                 | [ 26 ] |
| Shoeless Joe Jackson | 42,27   | 5690   | LF       | 1908–1920                     | 1                 | [ 27 ] |
| Mickey Mantle†       | 42,05   | 9909   | CF       | 1951–1968                     | 3                 | [ 28 ] |
| Mickey Cochrane†     | 41,92   | 6206   | C        | 1925–1937                     | 1                 | [ 9 ]  |
| Frank Thomas†        | 41,91   | 10.074 | DH/1B    | 1990–2008                     | 4                 | [ 29 ] |
| Edgar Martínez       | 41,78   | 8672   | DH/3B    | 1987–2004                     | 3                 | [ 30 ] |
| Stan Musial†         | 41,67   | 12.712 | LF/1B    | 1941–1944 1946–1963           | 6                 | [ 31 ] |
| Cupid Childs         | 41,57   | 6766   | 2B       | 1888 1890–1901                | 1                 | [ 32 ] |
| Wade Boggs†          | 41,50   | 10.740 | 3B       | 1982–1999                     | 6                 | [ 33 ] |
| Jesse Burkett†       | 41,49   | 9620   | LF       | 1890–1905                     | 1                 | [ 34 ] |
| Todd Helton          | 41,40   | 9453   | 1B       | 1997–2013                     | 2                 | [ 35 ] |
| Mel Ott†             | 41,40   | 11.337 | RF       | 1926–1947                     | 4                 | [ 36 ] |
| Roy Thomas           | 41,35   | 6575   | CF       | 1899–1911                     | 2                 | [ 37 ] |
| Lefty O'Doul         | 41,33   | 3659   | LF       | 1919–1920 1922–1923 1928–1934 | 1                 | [ 38 ] |
| Hank Greenberg†      | 41,18   | 6096   | 1B       | 1930 1933–1941 1945–1947      | 0                 | [ 39 ] |
| Ed Delahanty†        | 41,12   | 8400   | LF       | 1888–1903                     | 2                 | [ 40 ] |
| Manny Ramirez        | 41,06   | 9774   | LF       | 1993–2011                     | 3                 | [ 41 ] |
| Charlie Keller       | 40,99   | 4604   | LF       | 1939–1943 1945–1952           | 0                 | [ 42 ] |
| Eddie Stanky         | 40,98   | 5435   | 2B       | 1943–1953                     | 2                 | [ 43 ] |
| Harry Heilmann†      | 40,95   | 8960   | RF       | 1914 1916–1930 1932           | 0                 | [ 44 ] |
| Jackie Robinson†     | 40,89   | 5802   | 2B       | 1947–1956                     | 1                 | [ 45 ] |
| Roy Cullenbine       | 40,82   | 4787   | RF       | 1938–1947                     | 0                 | [ 46 ] |
| Jake Stenzel         | 40,78   | 3425   | CF       | 1890 1892–1899                | 0                 | [ 47 ] |
| Jeff Bagwell         | 40,76   | 9431   | 1B       | 1991–2005                     | 0                 | [ 48 ] |
| Denny Lyons          | 40,74   | 5010   | 3B       | 1885–1897                     | 1                 | [ 49 ] |
| Riggs Stephenson     | 40,65   | 5134   | LF       | 1921–1934                     | 0                 | [ 50 ] |
| Lance Berkman        | 40,60   | 7814   | LF/1B/RF | 1999–2013                     | 0                 | [ 51 ] |
| Arky Vaughan†        | 40,58   | 7721   | SS       | 1932–1943 1947–1948           | 3                 | [ 11 ] |
| Mike Trout*          | 40,53   | 3541   | CF       | 2011-                         | 0                 | [ 52 ] |
| Joe Harris           | 40,44   | 3574   | 1B       | 1914 1917 1919 1922–1928      | 0                 | [ 53 ] |
| Paul Waner†          | 40,43   | 10.762 | RF       | 1926–1945                     | 0                 | [ 54 ] |
| Charlie Gehringer†   | 40,36   | 10.237 | 2B       | 1924–1942                     | 0                 | [ 55 ] |
| Joe Cunningham       | 40,35   | 4061   | 1B/RF    | 1954 1956–1966                | 1                 | [ 56 ] |
| Pete Browning        | 40,28   | 5315   | CF/LF    | 1882–1894                     | 2                 | [ 57 ] |
| Lu Blue              | 40,22   | 7207   | 1B       | 1921–1933                     | 0                 | [ 58 ] |
| Jim Thome            | 40,19   | 10.313 | 1B/DH/3B | 1991–2012                     | 0                 | [ 59 ] |
| Joe Kelley†          | 40,17   | 8120   | LF       | 1891–1906 1908                | 0                 | [ 60 ] |
| Rickey Henderson†    | 40,12   | 13.346 | LF       | 1979–2003                     | 1                 | [ 61 ] |
| Chipper Jones        | 40,11   | 10.614 | 3B       | 1993 1995–2012                | 1                 | [ 62 ] |
| Larry Walker         | 40,02   | 8030   | RF       | 1989–2005                     | 2                 | [ 63 ] |
| Bill Lange           | 40,01   | 3609   | CF       | 1893–1899                     | 0                 | [ 64 ] |